# Babina Luka
Babina Luka (cyr. Бабина Лука) – wieś w Serbii, w okręgu kolubarskim, w mieście Valjevo. W 2011 roku liczyła 602 mieszkańców.